# Маслов Андрій Вікторович
Андрій Вікторович Маслов (нар. 21 травня 1987, Новопокровка, Харківська область — пом. 21 травня 2018, Південне, Донецька область) — український футболіст та військовий, учасник війни на сході України.

## Футбольна кар'єра
Починав займатися футболом у Харкові у школах «Світанок», «УФК-Олімпік», з якими брав участь у юнацьких чемпіонатах України різних вікових груп. У сезоні 2003—2004 років потрапив до школи донецького «Металурга», проте за основну команду у дорослих чемпіонатах України не зіграв жодного матчу. У першому своєму сезоні 2003—2004 років провів 3 матчі за фарм-клуб донеччан «Металург-2» у другій лізі. Наступного сезону двічі грав за клуб у турнірі дублерів.
Сезон 2005—2006 провів у ФК «Харків-2», за основний склад якого в другій лізі зіграв 10 матчів і 13 матчів за дубль. Наступні 2 сезони виступав за «Гірник-спорт» з Комсомольська, зігравши протягом 2 сезонів у другій лізі 34 матчі та забивши 2 голи. Першим голом Андрія Маслова на професійному рівні став м'яч у ворота маріупольського «Іллічівця-2». 2007 року дебютував у Кубку України.
Свій останній сезон 2008—2009 років провів у мелітопольському «Олкомі», де провів 8 поєдинків, після чого на професійному рівні більше не виступав. За свою професійну кар'єру загалом зіграв 74 матчі та відзначився 2 голами.

## Військова служба
2015 року вступив до лав батальйону «Донбас», де служив спочатку солдатом, пізніше командиром 2-го взводу 1-ї штурмової роти. У жовтні 2016 перейшов до 58 ОМБр, у травні 2017 — до 72 ОМБр. Останнім місцем служби Маслова була 24 ОМБр, де з квітня 2018 року він був командиром протидиверсійної групи 2-го батальйону бригади. Через своє спортивне минуле взяв позивний Футболіст.

## Загибель
Вранці 21 травня 2018 року група Маслова вступила у бій проти групи бойовиків ДНР з 10 осіб на околиці селища Південне Торецької міської ради. У ході бою Андрій Маслов та його побратим Вячеслав Куцмай загинули, інші 4 українських бійців зазнали поранень.

## Родина
Залишились дружина і дитина.

## Нагороди та вшанування
- Указом Президента України від 23 серпня 2018 року № 239/2018, за особисту мужність і самовіддані дії, виявлені у захисті державного суверенітету та територіальної цілісності України, нагороджений орденом «За мужність» III ступеня (посмертно)[4].
- 7 грудня 2018 року у Новопокровському навчально-виховному комплексі відбулося відкриття двох пам'ятних знаків вихованцям закладу — Андрію Маслову та Сергію Шевченку.

## Дивіться також
- Список українських спортсменів, тренерів і функціонерів, що загинули під час Революції гідності чи внаслідок російської агресії в Україні